# بينيديكتو دي مورايس مينيزيس
بينيديكتو دي مورايس مينيزيس (بالإنجليزية: Benedicto de Moraes Menezes)‏ الشهير باسم بينيديكتو (30 أكتوبر 1906 في ريو دي جانيرو ، البرازيل) لاعب كرة قدم برازيلي معتزل كان يجيد اللعب في خط الهجوم . شارك مع منتخب البرازيل في بطولة كأس العالم لكرة القدم 1930 التي أقيمت في الأوروغواي وخرج من الدور الأول .

## وصلات خارجية
- بينيديكتو دي مورايس مينيزيس على موقع ناشيونال فوتبول تيمز (الإنجليزية)
- بينيديكتو دي مورايس مينيزيس على موقع Soccerway.com (الإنجليزية)
- بينيديكتو دي مورايس مينيزيس على موقع عالم كرة القدم.نت (الإنجليزية)